# St. Paul (Salzburg)

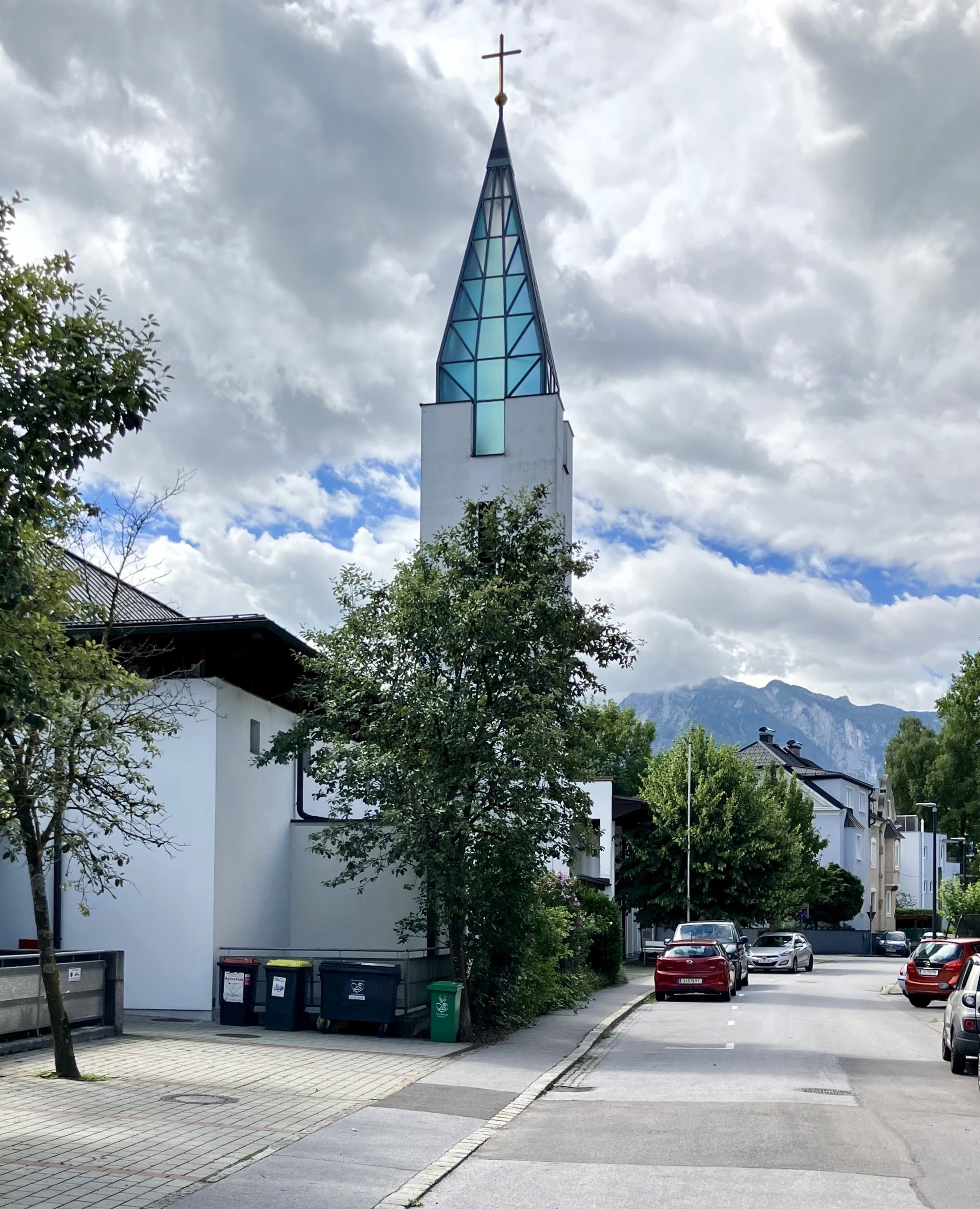
St. Paul mit Glockenturm

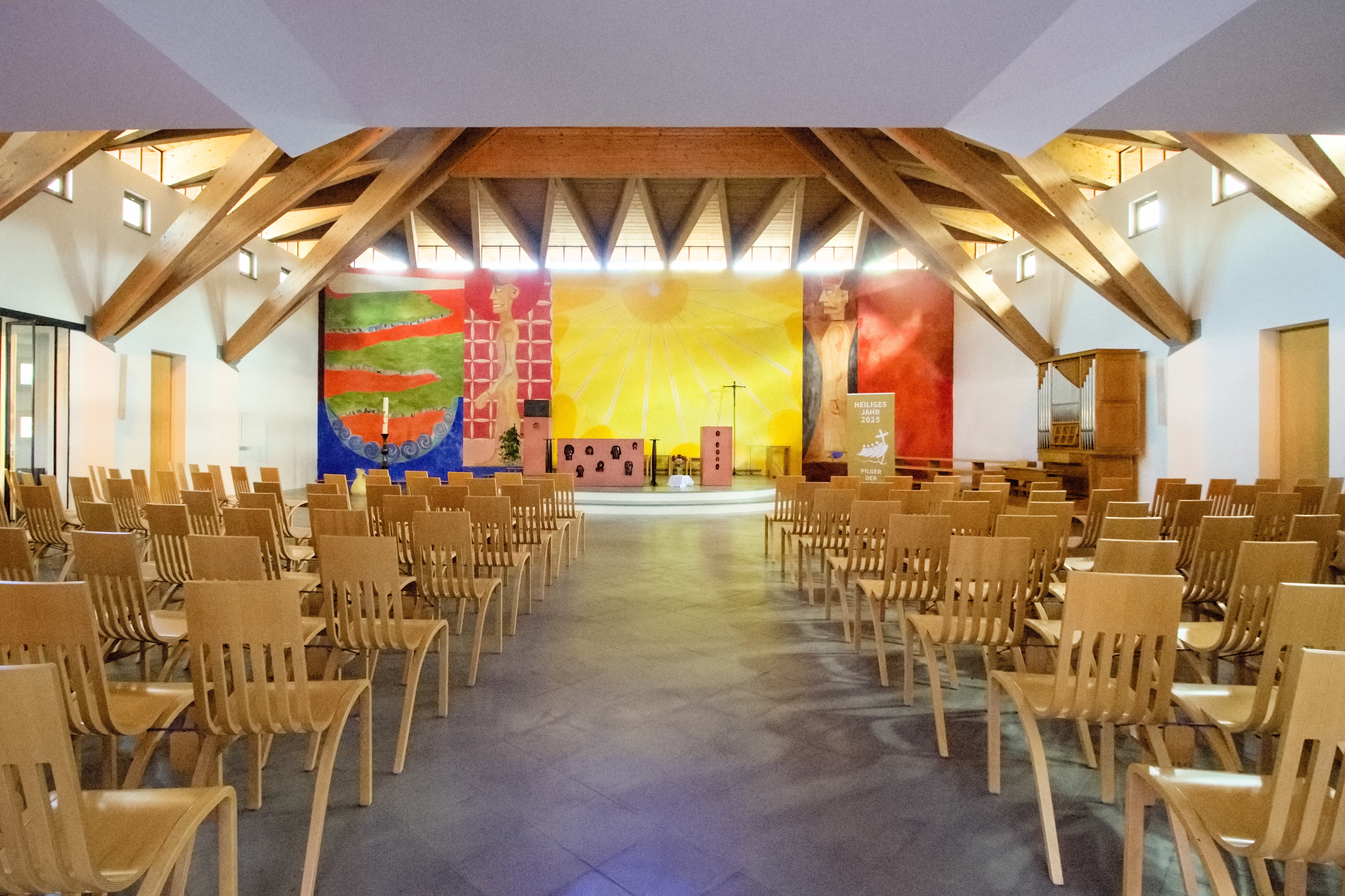
Blick zum Altar

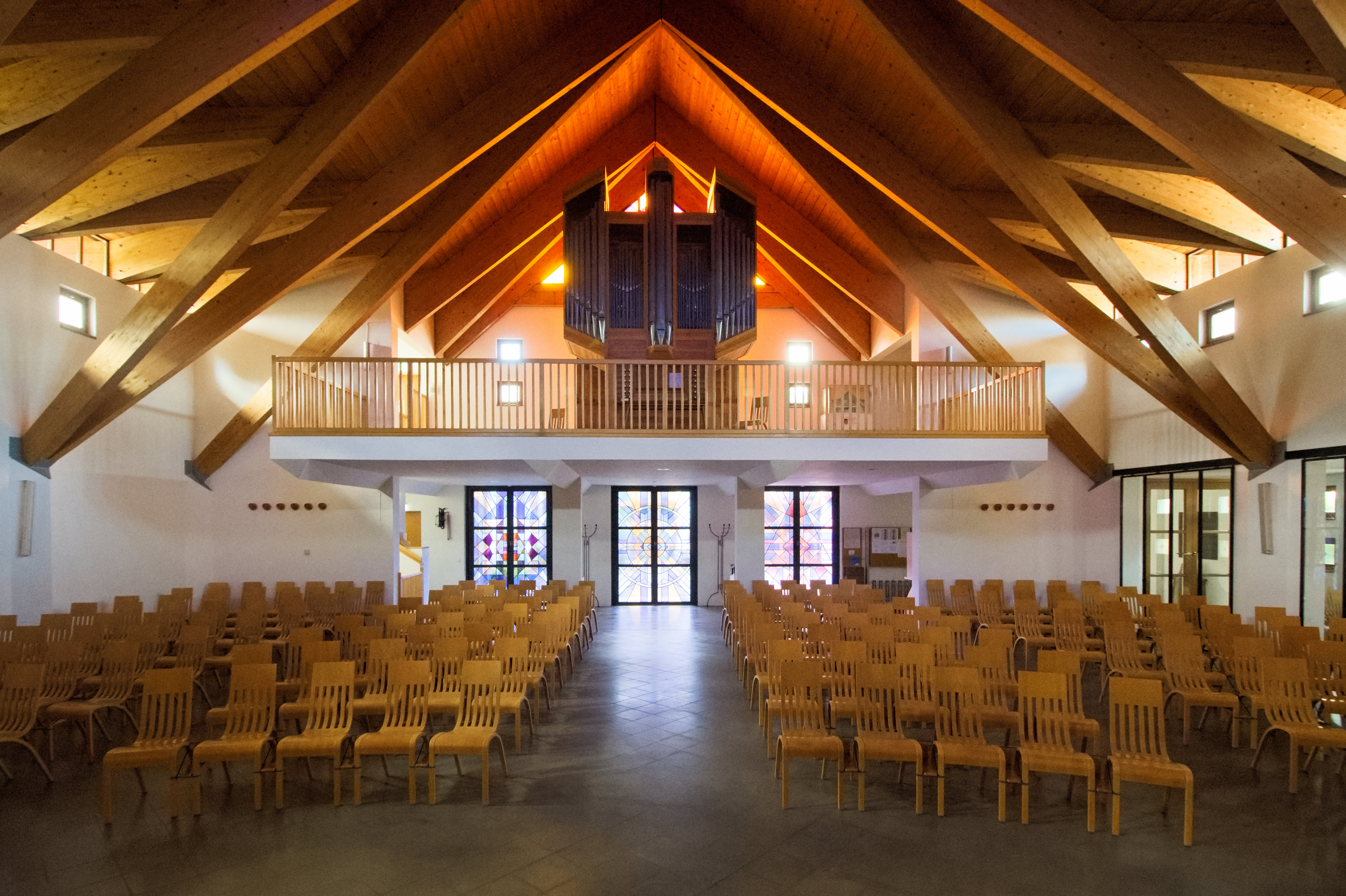
Blick zur Orgelempore

Die römisch-katholische Konzilspfarrkirche St. Paul mit Pfarrzentrum ist ein religiöses Zentrum in Salzburg im Stadtteil Riedenburg.  Die dem Patrozinium des hl. Paulus von Tarsus unterstellte Pfarrkirche gehört zum Stadtdekanat Salzburg der Erzdiözese Salzburg. Die Ausstattung der 1994 fertiggestellten und 1996 geweihten Kirche wurde großteils von Hubert Schmalix gestaltet.

## Geschichte
Von 1972 bis 1993 wurde ein Gemeindesaal genutzt, welcher baufällig war. Der Neubau entstand von 1993 bis 1994 nach den Plänen der Architekten Erio Hofmann und Adalbert Rothenthal. Weihbischof Andreas Laun weihte am 30. Juni 1996 die Kirche.

## Architektur
Die längsgerichtete Anordnung von Baukörpern der Kirche mit einem markanten Glockenturm verbunden mit einem vorgelagerten Laubengang in Holzbauweise mit einem an drei Seiten geschlossenen öffentlichen Innenhof zum anschließenden Pfarrzentrum mit Pfarrsaal, Kanzlei, Meditationsraum und Gruppenräumen schließt an der Ecke zur Nußdorferstraße mit einem eingebundenen Gebäudealtbestand, welcher zu einem Kindergarten ausgebaut wurde.
Das Hauptportal der Kirche in der Symmetrieachse der Westfront hat drei Holztore mit Glasfenster. Nach dem Durchschreiten des Eingangsbereiches unter der Orgelempore zeigt sich ein annähernd quadratischer Zentralraum unter einem zweifach geneigten Walmdach mit einem offenen Dachstuhl, wobei die sternförmig angeordneten Leimbinder zeltartig wirken. Der Altarraum wird von einem weiten mehrteiligen Fresko an der Altarwand dominiert. Die Wochentagskapelle wurde mit einer gläsernen Faltwand direkt an den Zentralraum angeschlossen.
Die Architekten wählten für die Gestaltung Dreieck, Quadrat und Kreis. Das Dreieck findet sich steil in der Pyramidenform des gläsernen Kirchturmabschlusses und flacher in der Leimbinderkonstruktion des Daches. Der Zentralraum ohne Orgelempore ist annähernd quadratisch, wie auch die Fenster in einem doppelreihigen Fensterband in der Wochentagskapelle. Der Kreis zeigt sich beim Altarraum und bei den Glasportalen in einer Kombination mit Quadrat und Dreieck.
Die Lichtführung des Zentralraumes mit einem dreiseitig umlaufenden schmalen Oberlichtband leuchtet die Kirche tageslichtspezifisch aus. Weiters gibt es große Giebelfenster an der Altar- und Orgelwand.

## Ausstattung

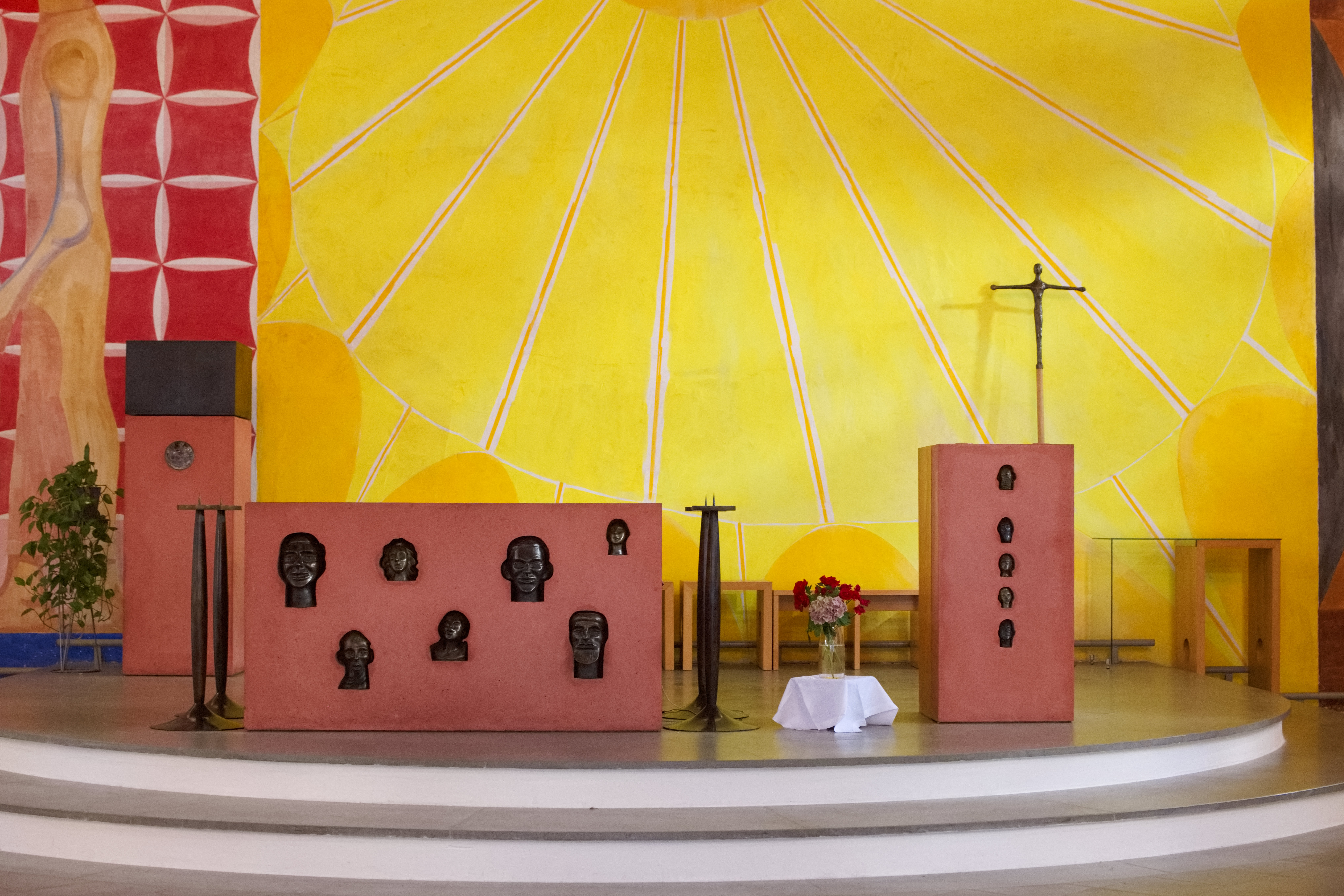
Tabernakel, Altar und Ambo

Die Raumgestaltung und Einrichtung der Kirche schuf der Künstler Hubert Schmalix, das mehrteilige Wandfresko Der Weg des Paulus  und verläuft gegen die europäische Leserichtung von rechts nach links. Das erste Feld ist kieferrot abstrakt, das zweite Feld zeigt Paulus vor der Bekehrung, das dritte größte Feld ist gelb und zeigt von der Sonne ausgehende Strahlen mit einer eingemalten weißen Glühbirne, welche die Lichtebene der künstlichen Beleuchtung markiert, das vierte Feld zeigt Paulus als bekehrten Menschen und das fünfte Feld zeigt eine abstrakte Küstenlandschaft in Anspielung seiner Missionsreisen.
Altar, Ambo und Tabernakel stehen zweistufig erhöht auf einem halbkreisförmigen Podest. Der Altar aus einem rot gefärbten Betonblock ist etwas aus der Mitte gerückt, in Nischen sind zwölf Köpfe aus Bronze eingelassen, die Zwölf steht für die Zahl der Stämme Israels und der Apostel, die Verschiedenheit der Köpfe verweist auf die ganze Menschheit, jung und alt, Männer und Frauen und Menschen vieler Völker und Rassen. Der Ambo zeigt fünf vertikal angeordnete Köpfe aus Bronze, der oberste Kopf steht für den hl. Paulus, darunter folgen die Vier Evangelisten. Der Tabernakel an der Altarwand auf einer Stele zeigt sich außen tiefschwarz bildlos und wenn er geöffnet ist mit vergoldeten Innenwänden, darunter befindet sich das Ewige Licht. Schmalix schuf auch die Session und den Gabentisch in Fichtenholz. Der Taufstein in der Nähe der Freskenwand steht im Bezug zur Osterkerze. Die Bestuhlung des Kirchenraumes besteht aus Bugholzsessel, welche zumeist in drei Blöcken aufgestellt sind.
Der Künstler Richard Hirschbäck gestaltete die drei Eingangsportale in Glas mit dem Thema Kreis, Quadrat und Dreieck und die dreieckigen Glasfenster bei der Orgelempore in den warmen Farben Gold, Rot und Gelb. Die dreieckigen Altarfenster führte er in kühlen Farben aus. Aufgrund der geosteten Altarwand dringt die Morgensonne strahlend in die Kirche ein.

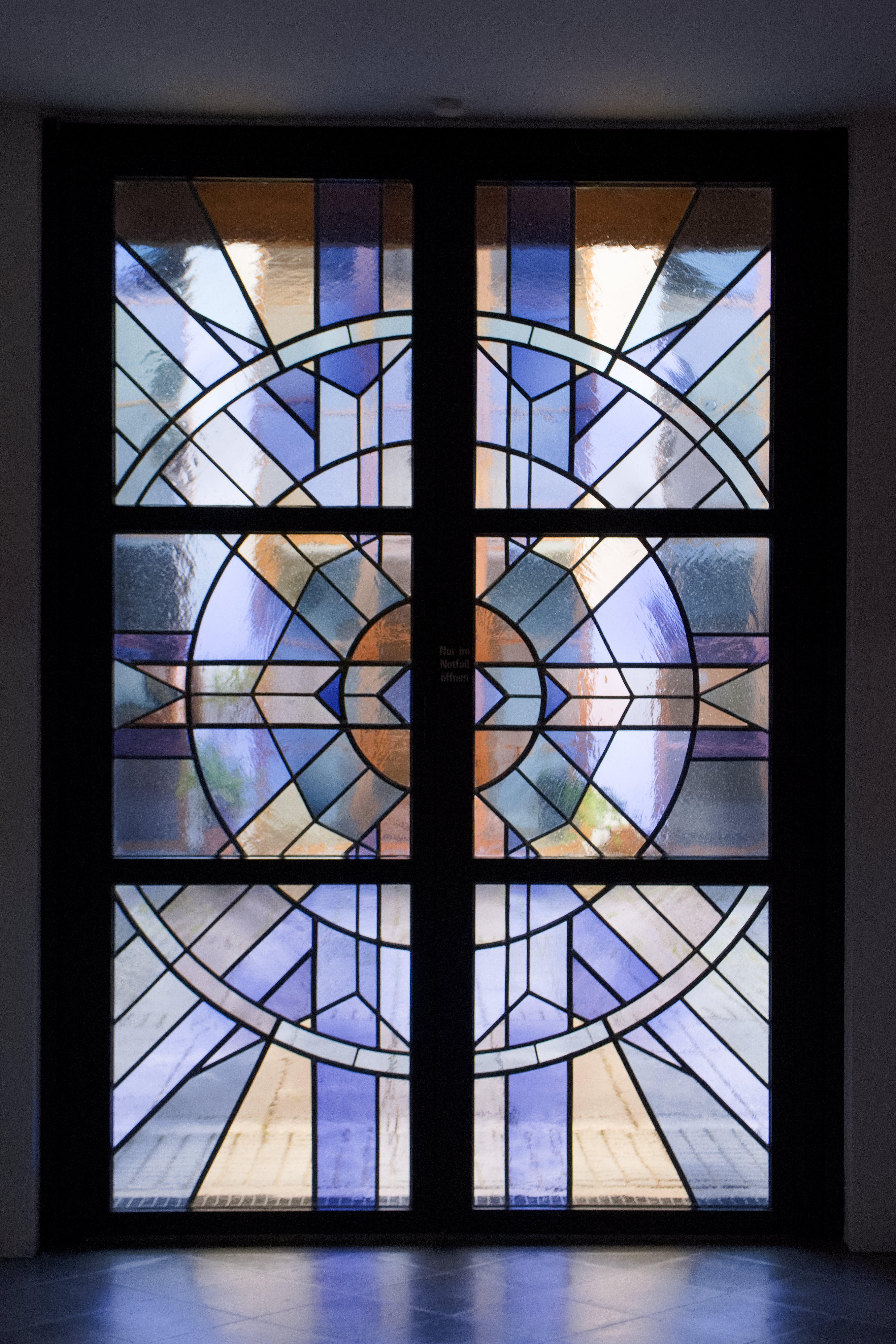
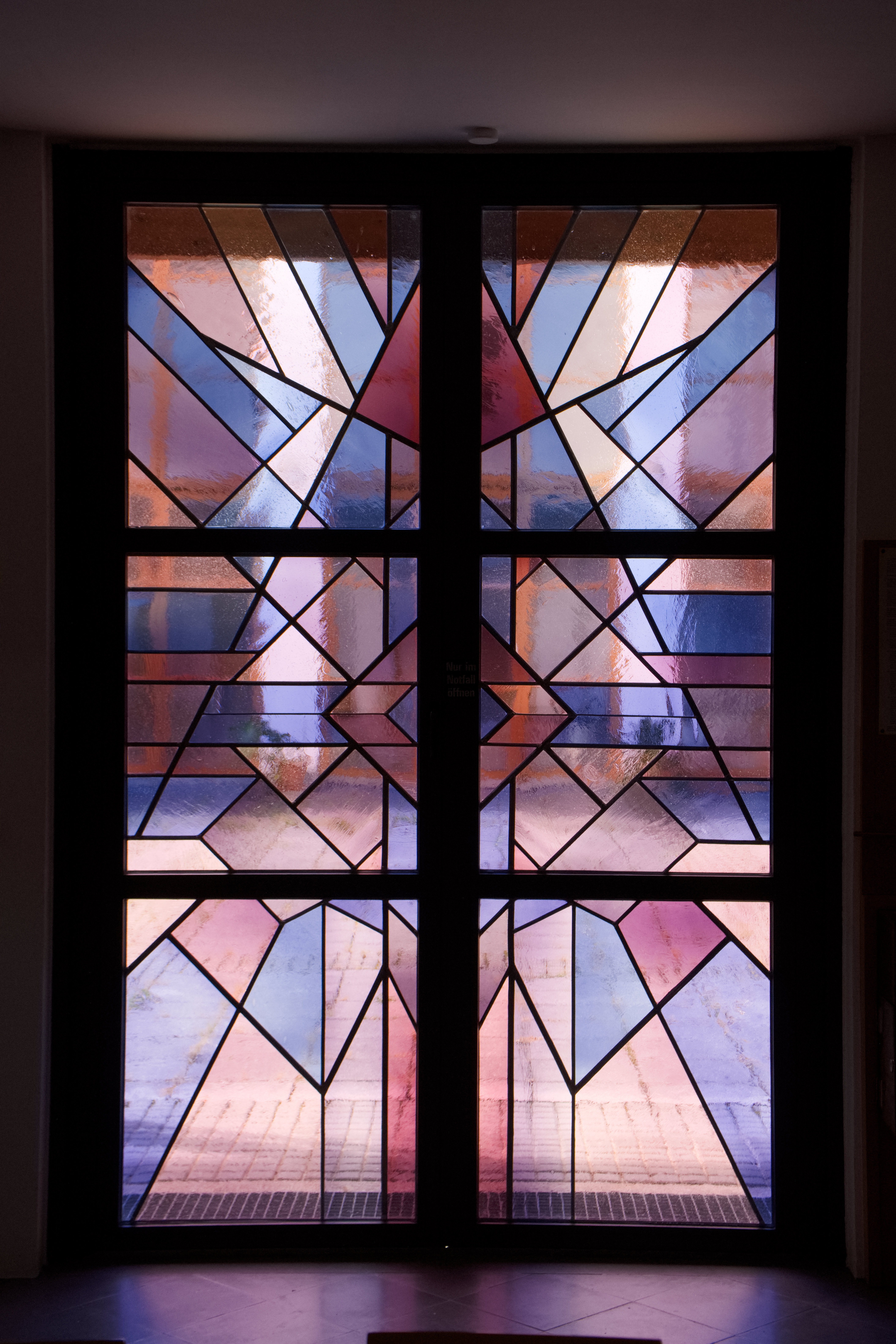
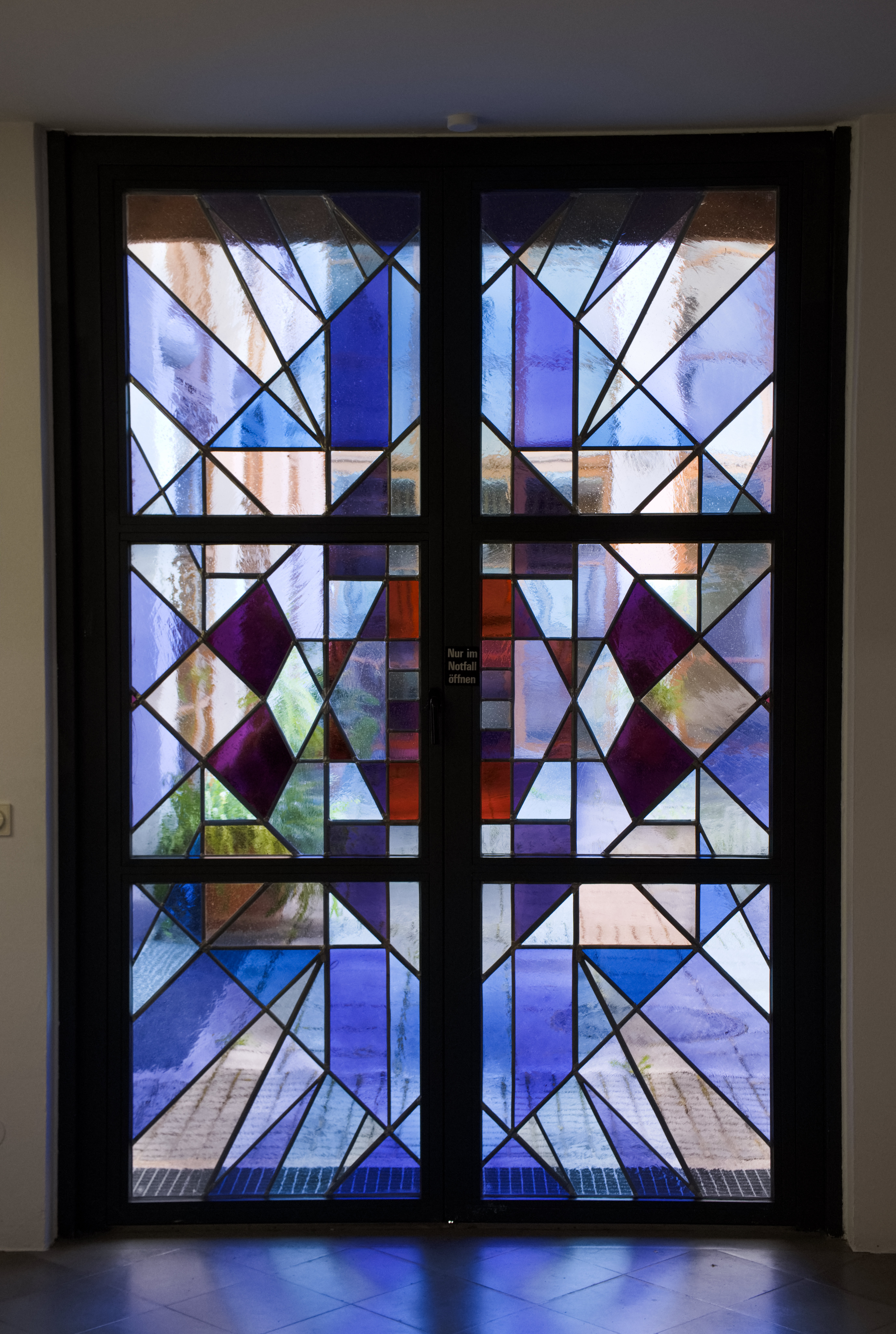

Der Bildhauer Hartwig Mülleitner gestaltete den Altar in der Wochentagskapelle aus einem roh belassenen Fichtenwurzelstock mit mehreren Steineinschlüssen und hat oben eine Steinkreuz aus Serpentinit einlegte und mit einer kreisförmigen Glasplatte abgedeckt.